# حزب البعث القومي
حزب البعث القومي

جريدة البعث القومي ع1 ،1946

وهو غير حزب البعث العربي الاشتراكي الذي أسسه ميشيل عفلق عام 1947م.
حزب البعث القومي، هو حزب سياسي عراقي تأسس عام 1946م من قبل سامي شوكت وبمشاركة من الشيخ فريق مزهر الفرعون، الشيخ تكليف مبدر الفرعون، المحامي عبد اللطيف القصير الذي كان المدير المسؤول لجريدة البعث القومي، الدكتور خزعل خضير، الدكتور مصطفى الخليل، الدكتور مصطفى كامل ياسين.وحاول مؤسسوه الحصول على اجازة للحزب، وذلك بتقديمهم طلباً رسمياً إلى وزارة الداخلية، وكان حينها الوزير صالح جبر في حكومة توفيق السويدي الذي رفض الطلب على اعتبار ان غالبية مؤسسيه لهم صفة عشائرية.
وكان سامي شوكت قد اصدر في شباط عام 1946 جريدة يومية في بغداد حملت اسم الحزب وروجت لافكاره القومية سميت جريدة البعث القومي، ثم جعل اسمها البعث في حزيران عام 1946. ومن المفارقات، تلك المقالة التي كتبها الشيخ تكليف مبدر الفرعون تحت عنوان (القومية العربية ماضيها وحاضرها) حيث جاء فيها: «كان محمد كل العرب فليكن كل العرب اليوم محمدا» الذي ذكرها ميشيل عفلق في كتابه «في ذكرى الرسول العربي» ونسبت إليه. ولكن موقع حزب طليعة لبنان العربي الاشتراكي ذكر ان ميشيل عفلق قالها في 5 نيسان 1943.

## وصلة خارجية
- https://youtu.be/-mXInOkFvfQ